# 金甲部隊
是一部描述美國海軍陸戰隊與越戰的戰爭片，導演為史丹利·庫柏力克，於1987年上映。
電影拍攝時藉助美國海軍陸戰隊隊員組成的一個排的培訓與經驗，其中兩名隊員在越南戰爭期間遭遇過春節攻勢。電影片名的「金甲」指的是手持步槍的步兵所使用的全金屬外殼子彈。
《金甲部隊》上映後好評如潮，史丹利·庫柏力克、麥克·赫爾和古斯塔夫·豪斯福因此獲得奧斯卡最佳改編劇本獎提名。美國電影協會在2001年在AFI百年百大驚悚電影將《金甲部隊》排名第95名，被認為是電影史上最出色的戰爭電影之一。

## 故事簡介
劇情在1967年的美國南卡羅萊納州的帕里斯島海軍陸戰隊新兵訓練基地中開始，在那裡主角小丑（馬修·莫汀飾演）和其他新兵進入美國海軍陸戰隊，遇上了士官長哈德曼（李·艾爾米飾演），士官長利用盡各種刻薄、凶悍、毒辣的言辭來打擊新兵，跟不人道的手法來訓練、體罰他們，以藉此增強新兵們的武力，並且使他們盡可能發揮殺戮本能。
一次士官長無心的問話，小丑帶種地說出他不相信聖母瑪利亞，士官長指責他是無神論的共產黨人，加以痛打。但小丑不屈服於士官長的暴力，堅持己見，於是他受到士官長賞識還被升為隊長。新兵勞倫斯（文森·唐諾佛利歐飾演），由於士官長不喜歡阿拉伯的勞倫斯，所以把他改名為「派爾」。派爾天性善良，喜歡微笑，但由於過胖、在訓練中未達標準，屢屢遭士官長殘酷的體罰和無情的侮辱，士官長為了「拯救」派爾，而指派小丑來協助派爾，但是因為派爾老是犯錯，改正不了，使小丑日久之後也對派爾頗有微詞。一次，派爾還偷藏了一個果醬甜甜圈當作宵夜，士官長發現後，連坐處罰整個部隊。因此全部隊的人在夜半進行同僚報復，他們用毛巾包著肥皂當作武器，趁派爾在熟睡中，把他捂住嘴巴，把派爾打得遍體鱗傷，小丑也被迫加入這些霸凌者的行列。派爾受了極大的精神傷害，變得非常古怪，卻因此激發了戰士潛能，最後終於能夠符合士官長的要求，完成各項訓練，尤其是步槍操作得非常俐落，在結訓後成為真正的海軍陸戰隊一員。
隨著結訓日的到來，也是分發單位的時候：小丑成為軍事記者、派爾成為步兵、其他人也成為步兵或工兵。在訓練營的最後一晚，小丑輪值夜班衛哨，發現派爾持著M14步槍坐在廁所內，把步槍分解結合，裝上彈匣，並喊著他們海軍陸戰隊的訓練口令，這一喊，吵醒全隊的人和士官長。小丑警告士官長說派爾已裝實彈，但士官長還是以平時的粗俗言語數落了派爾一番，派爾怒殺了士官長，隨即飲彈自盡。這是小丑目睹的第一件血腥事件。
接下來來到1968年1月，小丑已抵達越南峴港，成為美國軍事報紙《星條旗》的戰地記者，期間越共利用新春停戰協議，來對美軍發動春節攻勢。越共企圖攻入小丑所在的海軍陸戰隊基地，但是沒有成功。
第二天，小丑奉長官洛克哈特中尉（約翰·泰瑞飾）的命令。和好友兼同事的拉特曼（凱文·梅哲·霍華德飾演），外派到前線與陸戰隊5團2營H連的「種豬班」會合。後來小丑遇見訓練營時期的同伴牛仔（阿里斯·霍華德飾演），和他的部下尖兵八球（多利安·哈雷伍德飾演）、機槍兵禽獸（亞當·鮑德溫飾演）、醫官傑伊（約翰·斯塔福德（John Stafford）飾演）等人。後來他們參與了順化市的進攻行動，在與戰車實施部戰協同掃蕩順化市區時，敵軍砲火殺死種豬班的指揮官——牛仔的排長“達陣”少尉（埃德·奧斯飾演），資深士官瘋狂伯爵（飾演）繼任為種豬班的新指揮官。
之後在北部的香江巡邏中，瘋狂伯爵被詭雷殺害，牛仔繼任為種豬班的班長繼續巡邏。牛仔和八球發現他們偏離巡邏路線，需要橫越一片空曠區才能回到正確路線，八球擔任尖兵率先橫越時被藏匿在建築裡的狙擊手射殺，前去援救的醫官也中彈，死在不顧牛仔的命令前往救援的禽獸面前。牛仔帶領大夥反擊，但牛仔也在使用無線電時被對方射殺了，禽獸帶領生還者繼續進攻，並利用煙霧彈攻入狙擊手的固守據點。擊倒對方之後，他們驚訝的發現，對方竟然只是一位加入越共的年輕女孩，當小丑的同伴想放任奄奄一息的女孩自生自滅時，小丑一槍結束了女孩的痛苦；這是小丑生涯第一次殺人。拉特曼謔稱：你將獲得國會最醜陋勳章。
電影結尾以在顺化市区被烽火染紅的夜色中行軍的美軍合唱米老鼠進行曲告終。

## 演員
| 演員                                   | 職務或身份                                | 角色                                               | 備註                         |
| -------------------------------------- | ----------------------------------------- | -------------------------------------------------- | ---------------------------- |
| 馬修·莫汀（Matthew Modine）            | 二等兵（Private）                         | 詹姆斯 · 戴維斯（James T. "Joker" Davis）          | 綽號：小丑                   |
| 馬修·莫汀（Matthew Modine）            | 中士（Sergeant）                          | 詹姆斯 · 戴維斯（James T. "Joker" Davis）          | 綽號：小丑                   |
| 文森·唐諾佛利歐（Vincent D'Onofrio）   | 二等兵（Private）                         | 李奧納多 · 勞倫斯（Leonard "Gomer Pyle" Lawrence） | 綽號：派爾                   |
| 李·艾爾米（R. Lee Ermey）              | 海軍陸戰隊 三等士官長（Gunnery Sergeant） | 哈特曼（Hartman）                                  |                              |
| 阿里斯·霍華德（Arliss Howard）         | 二等兵（Private）                         | 羅伯特 · 埃文斯（Robert "Cowboy" Evans）           | 綽號：牛仔（Cowboy）         |
| 阿里斯·霍華德（Arliss Howard）         | 中士（Sergeant）                          | 羅伯特 · 埃文斯（Robert "Cowboy" Evans）           | 綽號：牛仔（Cowboy）         |
| 亞當·鮑德溫（Adam Baldwin）            | 中士（Sergeant）                          |                                                    | 綽號：Animal Mother          |
| 多利安·哈雷伍德（Dorian Harewood）     | 下士（Corporal）                          |                                                    | 綽號：八球（Eightball）      |
| 凱文·梅哲·霍華德（Kevyn Major Howard） | 一等兵（Private first class）             |                                                    | 綽號：拉特曼（Rafterman）    |
| 艾德 · 奧羅斯（Ed O'Ross）             | 中尉（Lieutenant）                        | 華特 · 辛諾斯基（Walter J. "Touchdown" Schinoski） | 綽號：達陣（Touchdown）      |
| 約翰·泰瑞（John Terry）                | 中尉（Lieutenant）                        | 洛克哈特（Lockhart）                               |                              |
| 布魯斯 · 博（Bruce Boa）               | 海軍陸戰隊 上校（Marine Corps Colonel ）  |                                                    |                              |
| Kieron Jecchinis                       | 中士（Sergeant）                          |                                                    | 綽號：瘋狂伯爵（Crazy Earl） |
| 約翰·斯塔福德（John Stafford）                      | 醫官（Doctors）                           | 傑伊（Jay）                                        |                              |
| 蒂姆 · 科爾切里（Tim Colceri）         |                                           |                                                    | 直升機側門機槍手             |
| 彼得 · 埃德蒙（Peter Edmund）          | 二等兵（Private）                         | 布朗（Brown）                                      | 綽號：雪球（Snowball）       |

## 製作
《金甲部隊》的主體拍攝於1985年8月27日開始。電影前半的訓練營場景實際上並非在南卡羅萊納州的帕里斯島海軍陸戰隊訓練基地拍攝，而是在英國皇家空軍位於劍橋郡的巴辛伯恩皇家空軍基地拍攝。

## 票房
1987年6月26日，《金甲部隊》僅在215間電影院。首映週末票房為2,217,307美元，平均每間電影院的票房為10,313美元，在6月26日至28日週末排名前10位。《金甲部隊》在1987年7月10日首球上映前，票房增加了2,002,890美元，總票房為5,655,225美元，上映的電影院數目增加666間，總上映電影院成為881間 。1987年7月10日至12日週末間，電影總票房6,079,963美元，平均每間電影院的票房為6,901美元，排名第2賣座電影。在接下來的四個星期中，《金甲部隊》在194間電影院上映，總上映電影院達到1,075間。《金甲部隊》兩個星期下檔後，總票房為46,357,676美元，是1987年第23賣座的電影。

## 評價

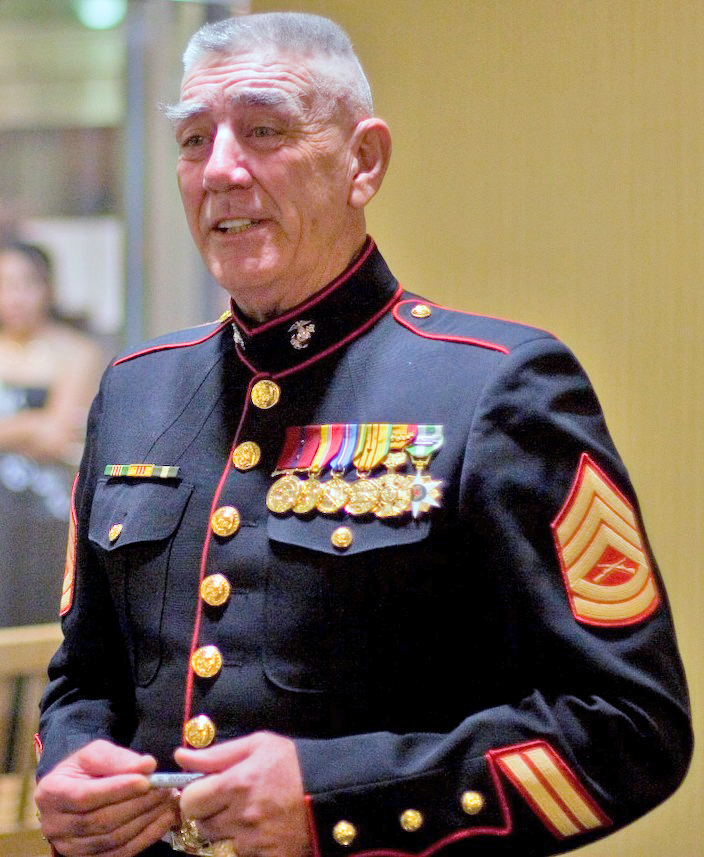
李·艾爾米的演出獲得許多稱讚

跟隨這部電影上映，《金甲部隊》獲得相當正面的評價，爛番茄58篇評論中共有97％為正面評價，平均是8.2分。在爛番茄的「頂尖評論」中，影片贏得了88％的正面評價（總共8篇評價）。《金甲部隊》在Metacritic平均分數是78分（滿分是100分），表示反應是“相當優秀”（總共18篇評價）。演員普遍獲得良好的評價，特別是李·艾爾米於片中飾演的海軍陸戰隊教育班長哈特曼在全片前段的新兵訓練令人讚賞。艾爾米本人在1995年皮克斯動畫片玩具總動員裡負責配音的角色——綠色玩具兵中士（Sarge），便是沿襲自哈特曼士官長在《金甲部隊》片中的經典形象。但是有一些評論批評電影後半部的越南戰爭，認為是它一個“混亂的”道德問題壓軸。美國電影協會在2001年在AFI百年百大驚悚電影將《金甲部隊》排名第95名。
《時代雜誌》的理查德·科利斯稱電影是一個“技術性擊倒”，稱讚其「狂野的對話，絕望的機智，選擇大膽一個無關緊要的小衝突，凸顯戰爭的無意義」，「幾乎每一個演員都有優秀的演出」。理查德·科利斯也稱讚史丹利·庫柏力克的電影製作水準。《帝國雜誌》的依恩·南恩則給予《金甲部隊》3顆星（滿分為5顆星），並稱讚李·艾爾米的演出。《芝加哥太陽報》的影評人羅傑·艾伯特則給予《金甲部隊》2.5顆星（滿分為4顆星），認為它「不夠犀利」。羅傑·艾伯特稱讚這部電影是「史上最好看的戰爭電影」，但認為《金甲部隊》無法與《前進高棉》、《現代啟示錄》與《越戰獵鹿人》相提並論。

## 外部連結
- The Short-Timers by Gustav Hasford – original text
- 互联网电影数据库（IMDb）上《金甲部隊》的资料（英文）
- AllMovie上《金甲部隊》的资料（英文）
- 豆瓣电影上《金甲部隊》的資料 （简体中文）
- Box Office Mojo上《金甲部隊》的資料（英文）
- 爛番茄上《金甲部隊》的資料（英文）
- Metacritic上《金甲部隊》的資料（英文）